# Ilarion von Dorostol
Ilarion von Dorostol (auch Hilarion geschrieben, bulgarisch Иларион Доростолски/ Ilarion Dorostolski; gebürtig Dimitar Draganow Zonew bulgarisch Димитър Драганов Цонев; * 12. Januar 1913 in Elena, Bulgarien; † 28. Oktober 2009 in Warna, Bulgarien) war Metropolit der Diözese von Dorostol der Bulgarisch-Orthodoxen Kirche von 2003 bis 2009. Er ist Nachfahre mütterlicherseits von Ilarion Makariopolski.
Als Nachfolger für das Amt des Metropoliten von Dorostol wurde der Bischof von Branizi Amwrosij gewählt.